# Bastian Jakob
Bastian Jakob (* 1. Juni 1987) ist ein deutscher Eishockeytorwart, der bis 2014 bei den  Ratinger Ice Aliens unter Vertrag stand.

## Karriere
Das Eishockeyspielen begann er bereits 1990 in der Laufschule des damaligen Neusser SC (jetzt Neusser EV). Hier blieb er bis 1998, dann wechselte er zur  DEG. Nach weiteren fünf Jahren wechselte er im Sommer 2003 nach Krefeld.
Da die DEG kein Team in der höchsten deutschen Nachwuchsliga, der DNL, stellt war dieser Vereinswechsel nur folgerichtig. Im Team der Jungpinguine stieß Bastian Jakob in eine hervorragende Mannschaft und seine erste Saison in Krefeld war auch sehr erfolgreich. Nur relativ knapp musste man sich den Mannheimer Jungadlern geschlagen geben und kam auf Platz zwei. Doch in den Playoffs verlor man im ersten Spiel des Halbfinales gegen die Kölner Junghaie und schied am folgenden Tag in Spiel zwei aus den Playoffs aus.
Nach dem Abgang von Stefan Blumenhofen, der ebenfalls die Altersgrenze überschritten hatte und mit dem er sich zuvor im Tor abgewechselt hatte, war nun Bastian der uneingeschränkte erste Goalie. Doch konnte er nicht an das starke Vorjahr anknüpfen, man konnte die Playoffs nur knapp erreichen. Auch konnte man im ersten Playoffspiel die Tölzer Löwen ärgern. Der Überraschungserste aus Bayern kam als haushoher Favorit zum ersten Spiel nach Krefeld und die Pinguine behielten dennoch mit 2-1 die Oberhand. Letztlich jedoch schied man dann über drei Spiele aus und verlor in Tölz mit 0-5 und 0-6.
Nun also stand Bastian Jakob, der seit der U-13 NRW-Auswahl alle Auswahlmannschaften des LEV NRW und des DEB (U-16 und U-17 Nationalmannschaft) durchlaufen hatte, im Kader der Krefeld Pinguine und versuchte sich in der DEL durchzusetzen.
In der Saison 2005/06 hatte er einen ersten erfolgreichen Einsatz in einem DEL-Spiel, wurde jedoch überwiegend mit einer Förderlizenz bei den ESC Moskitos Essen in der 2. Bundesliga eingesetzt. 2006/07 hatte er fünf Einsätze für die Pinguine und hatte eine Förderlizenz beim Grefrather EC, mit dem er die Aufstiegsrunde zur Oberliga erreichte.
Im Sommer 2007 schloss er sich den Ratinger Ice Aliens an. Nach dreieinhalb Jahren in Ratingen wechselte er im Januar 2011 zunächst zum Neusser EV, bevor er im Sommer 2012 zu den Ratinger Ice Aliens zurückkehrte, wo Bastian Jakob seither in der Oberliga spielt.